# Vultee XP-54
Vultee XP-54 Swoose Goose là một mẫu thử máy bay tiêm kích, do hãng Vultee Aircraft chế tạo cho Không quân Lục quân Hoa Kỳ (USAAF).

## Tính năng kỹ chiến thuật (XP-54)
Dữ liệu lấy từ Green and Swanborough 1978, p. 84.
Đặc điểm tổng quát
- Kíp lái: 1
- Chiều dài: 54 ft 9 in (16,69 m)
- Sải cánh: 53 ft 10 in (16,41 m)
- Chiều cao: 14 ft 6 in (4,42 m)
- Diện tích cánh: 456 ft² (42,4 m²)
- Trọng lượng rỗng: 15.262 lb (6.923 kg)
- Trọng lượng có tải: 18.233 lb (8.270 kg)
- Trọng lượng cất cánh tối đa: 19.337 lb (8.771 kg)
- Động cơ: 1 × Lycoming XH-2470-1, 2.300 shp (1.715 kW)

 Hiệu suất bay 
- Vận tốc cực đại: 381 mph trên độ cao 28.500 ft (613 km/h trên độ cao 8.700 m)
- Tầm bay: 500 mi (805 km)
- Trần bay: 37.000 ft (11.300 m)
- Vận tốc lên cao: 2.300 ft/phút (11,7 m/s)
- Tải trên cánh: 40 lb/ft² (196 kg/m²)
- Công suất/trọng lượng: 0,13 hp/lb (0,20 kW/kg)

Trang bị vũ khí

- 2 × pháo T-12/T-13 37 mm
- 2 × Súng máy M2 Browning.50 cal